# Schizachyrium crinizonatum
Schizachyrium crinizonatum är en gräsart som beskrevs av Stanley Thatcher Blake. Schizachyrium crinizonatum ingår i släktet Schizachyrium och familjen gräs. Inga underarter finns listade i Catalogue of Life.